# ديف فيريتي
ديف فيريتي (بالإنجليزية: Dave Verity)‏ هو لاعب كرة قدم بريطاني في مركز الوسط، ولد في عقد 1940 في إنجلترا في المملكة المتحدة. لعب مع درودا يونايتد وسكونثورب يونايتد ونادي هاليفاكس تاون ويوفل تاون.